# 10-es busz (Nagykanizsa)
A nagykanizsai 10-es jelzésű autóbusz a Kalmár utca és Bagola, autóbusz-forduló megállóhelyek között közlekedik. A járatot a Volánbusz üzemelteti.

## Közlekedése
Mindennap kb. 1-2 óránként közlekedik. 

## Útvonala
| Bagola, autóbusz-forduló felé | Kalmár utca felé |
| --- | --- |
| Kalmár utca – Kalmár utca – Király utca – Fő út – Eötvös tér – Teleki utca – Kaposvári út – Csónakház sétány – – (Majális utca – Csónakázó-tó, parkoló – Majális utca –) Szentpéteri út – Bagoly utca – Bagola, autóbusz-forduló | Bagola, autóbusz-forduló – Bagoly utca – Szentpéteri út – – Csónakház sétány – Kaposvári út – Teleki utca – Eötvös tér – Fő út – Király utca – Kalmár utca – Kalmár utca |

## Megállóhelyei
Az átszállási kapcsolatok között a Nagyfakos felé közlekedő 10Y busz nincs feltüntetve!
| 0  | 0  | Kalmár utca                                             | 22 | 2, 4, 4A, 4Y, 6, 6C, 8, 8Y, 16, 18, 20, 20Y, 21, 21E, 21Y, C3, C5, C7 | Helyközi autóbusz-állomás, Vásárcsarnok, Kanizsa Plaza, Bolyai János Általános Iskola                                                |
| 3  | 3  | Dél-Zalai Áruház                                        | 19 | 4, 6, 6A, 6C, 6Y, 8, 8Y, 18, C3                                       | Városháza, Helyközi autóbusz-állomás, Dél-Zalai Áruház, Rendőrkapitányság, Járásbíróság, Bolyai János Általános Iskola, Erzsébet tér |
| 6  | 6  | Deák tér                                                | 16 | 4, 6, 6A, 6C, 6Y, C3                                                  | Jézus Szíve templom |
| 7  | 7  | Eötvös tér                                              | 15 | 4, 6, 6A, 6C, 6Y, C3                                                  | Okmányiroda, Járási Hivatal, Hevesi Sándor Művelődési Központ, Nemzeti Adó- és Vámhivatal, Kálvin téri református templom            |
| 8  | 8  | Kórház, bejárati út (Teleki utca)                       | 14 | 4, 6, 6A, 6Y, 14, 14C, 14Y, 20, 20Y, 21, 21E, 21Y, C33                | Kanizsai Dorottya Kórház, Vackor Óvoda, Dr. Mező Ferenc Gimnázium és Szakközépiskola                                                 |
| 9  | 9  | Víztorony (Teleki utca)                                 | 13 | 6Y, 20, 20Y, 21, 21E, 21Y, C33                                        | Kőrösi Csoma Sándor Általános Iskola, INTERSPAR Áruház, Kanizsa Centrum                                                              |
| 10 | 10 | Téglagyári utca                                         | 12 |                                                                       | INTERSPAR Áruház, Kanizsa Centrum |
| 11 | 11 | Sánc, óvoda                                             | 11 |                                                                       | Sánci Óvóda, Posta, Orvosi rendelő, Szűz Mária Szeplőtelen Szíve-templom                                                             |
| 13 | 13 | Sánc, temető                                            | 9  |                                                                       | Sánci temető |
| 15 | 15 | Sánc, Csónakázó-tó, bejárati út                         | 7  |                                                                       | Csónakázó-tó |
| ∫  | 16 | Csónakázó-tó, parkoló                                   | ∫  |                                                                       | Csónakázó-tó |
| 16 | 18 | Látóhegy                                                | 6  |                                                                       | |
| 17 | 19 | Szeszfőzde (Korábban: Bagolasánc, Szeszfeldolgozó)      | 5  |                                                                       | |
| 18 | 20 | Bagolai elágazó                                         | 4  |                                                                       | |
| 20 | 22 | Bagola, Bagoly utca                                     | 2  |                                                                       | Bagolai temető, Szentháromság-templom                                                                                                |
| 22 | 24 | Bagola, autóbusz-forduló (Korábban: Bagola, vegyesbolt) | 0  |                                                                       | |

1. ↑  Egyes járatok a Csónakázó-tó, parkoló megállóhely érintésével közlekednek.